# Chrome Engine
Chrome Engine es propietario de 3D game engine desarrollado por Techland. La versión actual, Chrome Engine 6, soporta Mac OS X, Linux, Xbox One, PlayStation 4, Xbox 360, PlayStation 3 y Microsoft Windows.
Chrome Engine fue evolucionado a través de nueve años de desarrollo. Según sus creadores el motor permite un control sustancial sobre el proceso de creación niveles de juego.

## Versiones

### Chrome Engine 1
Primera versión del engine utilizado en Chrome.

### Chrome Engine 2
Versión mejorada del engine realzado con soporte para DirectX 9.0.

### Chrome Engine 3
Esta versión del motor experimentó modificaciones significativas. Soporte para DirectX 9.0c y DirectX 10, HDR, shaders y bump mapping.

### Chrome Engine 4
La cuarta iteración del Chrome Engine que estuvo introducido con Call of Juarez: Bound in Blood. Soportaba DirectX 9 sólo.

### Chrome Engine 5
Esta versión entra con Call of Juarez: The Cartel y Dead Island Fue principalmente utilizada entre 2011-2013.

### Chrome Engine 6
La versión se utilizó desde 2013 para desarrollar Dying Light.

## Juegos que utilizan Chrome Engine
Chrome Engine 1
- Pet Racer (2002)
- FIM Speedway Grand Prix (2003)
- Chrome (2003)
- Chrome: SpecForce (2005)
- Crazy Soccer Mundial (2006)

Chrome Engine 2
- - Xpand Rally (2004)
  - Xpand Rally Xtreme (2006)
  - Terrorist Takedown: War in Colombia (2006)
  - Terrorist Takedown: Covert Ops (2006)
  - GTI Racing (2006)
  - FIM Speedway Grand Prix 2 (2006)
  - Expedition Trophy: Murmansk Vladivostok (2006)
  - UAZ Racing 4x4 (2007)
  - Full Drive: UAZ 4x4 – Ural Appeal (2007)
  - Classic Car Racing (2007)
  - Code of Honor: The French Foreign Legion (2007)
  - Full Drive 2: UAZ 4x4 (2008)
  - 4x4: Hummer (2008)
  - Full Drive 2: Daurian Marathon (2008)
  - Full Drive 2: Siberian Appeal (2008)
  - Battlestrike: Force of Resistance (2008)
  - Sniper: Art of Victory (2008)
  - Nikita Tajemnica Skarbu Piratów (2008)
  - GM Rally (2009)
  - KrAZ (2010)
  - Full Drive 2: Trophy Murmansk - Vladivostok 2 (2010)
  - Warhound (project suspended)[1]

Chrome Engine 3
- Call of Juarez (2006)
- FIM Speedway Grand Prix 3 (2008)
- Speedway Liga (2009)
- FIM Speedway Grand Prix 4 (2011)

Chrome Engine 4
- Call of Juarez: Bound in Blood (2009)
- Sniper: Ghost Warrior (2010)
- Nail'd (2010)
- Mad Riders (2012)

Chrome Engine 5
- Call of Juarez: The Cartel (2011)[2]
- Dead Island (2011)[3]
- Dead Island: Riptide (2013)
- Call of Juarez: Gunslinger (2013)

Chrome Engine 6
- Dying Light (2015)
- Dead Island Definitive Edition (2016)
- Dead Island Riptide Definitive Edition (2016)
- Hellraid (unreleased)